# سورنگ
سورنگ (اندونزیایی: Sorong (city)) شهری در استان پاپوآ کشور اندونزی است. جمعیت این شهر بر اساس سرشماری سال ۱۹۹۰ میلادی ۷۹٫۶۵۷ تن بوده که در سال ۲۰۰۷ میلادی به ۱۳۲٫۷۰۰ نفر افزایش یافته‌است.